# Joseph Halb
Joseph Halb est un homme de théâtre, auteur, metteur en scène, régisseur et acteur né le 12 février 1905 à Rémelfing, mort le 17 décembre 1992 à Sarreguemines.

## Biographie
De 1961 à 1990, il créa près de 22 comédies, toutes en dialecte platt, jouées à de nombreuses reprises en Lorraine et en Allemagne. Il dirigea la troupe du Théâtre Halb pendant plus de deux décennies.
Considéré à cette époque comme une personnalité de la ville de Sarreguemines, grand animateur de la vie culturelle et sociale, son œuvre a permis de contribuer à la sauvegarde du patrimoine linguistique et culturel de la région. Ses pièces sont encore aujourd'hui régulièrement données par le Saargeminer Platt Theater et jouées à Sarreguemines, Forbach, Bitche ou encore Gersheim (Allemagne).